# Павло V
Павло V (лат. Paulus PP. V, в миру Камілло Боргезе (італ. Camillo Borghese), 17 вересня 1552 — 28 січня 1621) — Папа Римський з 16 травня 1605 по 28 січня 1621.

## Сім'я
Сім'я Боргезе походила з Сієни, але переїхала в Рим. Тут 17 вересня 1552 народився Камілло. Він вивчав право і як священик, вступив на папську службу. Климент VIII послав його з дипломатичною місією до Філіпа II. Коли він повернувся, то отримав звання кардинала, єпископство з титулярною церквою Сант-Евсебіо та був призначений вікарієм Рима.

## Понтифікат
Після отримання тіари Павло V призначив свого двадцятисемилітнього племінника Шипіоне кардиналом-непотом і змінив його прізвище Каффареллі на Боргезе. Кар'єра роду Боргезе була, таким чином, забезпечена. В перші роки понтифікату Павла V виник конфлікт престижного характеру між апостольською столицею і Венеційською республікою. Ситуація загострилась, і папа наклав на Венецію інтердикт. Втручання французького короля Генріха IV згладило конфлікт. Це був останній випадок оголошення папського інтердикту щодо суверенної держави. В той час настало також зближення папства з Францією, домінантна роль якої в Європі була все очевиднішою.
Невдалим було втручання Павла V у справи протестантської Англії, в результаті якого настало погіршення положення католиків, особливо в Ірландії. У 1616 декрет папської Конгрегації «Індексу заборонених книг» засудив працю Миколая Коперника «Про обертання небесних сфер». За ініціативи папи був також початий інквізиційний процес проти Галілео Галілея (1564–1642), найвидатнішого фізика й астронома того періоду, пропагандиста ідей Миколи Коперника. Заборонено було, зокрема, пропагувати тезу, що «Сонце не рухається навколо Землі і Земля не є центром Всесвіту». За часів Павла V розвивалися місії — капуцинів в королівстві Конго, єзуїтів — в Парагваї.
Павло V відомий також як духовний батько таємного архіву Ватикану. За його вказівкою архітектором Карло Мадерно зроблений фасад Собору Святого Петра. У 1620 році організовує святкування в честь перемоги католицьких військ над протестантами у Битві на Білій Горі та під час святкувань занедужує і незабаром помирає.
Похований як і Климент VIII у Базиліці Санта Марія Маджоре.

## У культурі

### Кіно
- 1990: Битва трьох королів